# Sheila on 7
Sheila on 7 es una banda de rock alternativo, de música popular de Indonesia originarios de Yogyakarta. Había cambiado su formación en varias ocasiones desde su fundación del 6 de mayo de 1996. Su primera formación consistió en Akhdiyat Duta Modjo (Voz), Saktia Ari Seno (Guitarra), Eross Candra (guitarra), Adam Mohamed Subarkah (bajo) y Anton Widiastanto (tambor). Su formación actual (2006) consiste en sus nuevos integrantes como Akhdiyat Duta Modjo (Vocal), Adam Mohamed Subarkah (Bajo), Eross Candra (guitarra) y Brian Kresno Putro (Batería). Eross Candra trabaja actualmente en una sola banda de proyecto paralelo llamado Jagostu, su próximo álbum fue programado para ser lanzado en junio de 2007 bajo el sello de Sony BMG Indonesia.
Su álbum debut homónimo, ha situado en el puesto número 33 por la revista Rolling Stone de Indonesia en "El más grande de Indonesia 150 álbumes de todos los tiempos". La revista también ha posesionado sus canciones de "Dan" (# 29) y "Melompat Lebih Tinggi" (# 147) sobre "El más grande de Indonesia 150 canciones de todos los tiempos".

## Discografía

### Álbum
- Sheila on 7, 1999, Sony Music (Indonesia)
- Anugerah Terindah Yang Pernah Kumiliki, 2000, Sony Music (Malasia, Singapur)
- Kisah Klasik Untuk Masa Depan, 2000, Sony Music (Indonesia, Malasia, Singapur)
- 07 Des, 2002, Sony Music (Indonesia, Malasia, Singapur)
- 30 Hari Mencari Cinta, 2003, Sony Music (Indonesia, Malasia)
- Pejantan Tangguh, 2004, Sony Music (Indonesia)
- Pria Terhebat, 2004, Sony Music (Malasia, Singapur)
- The Very Best Of Sheila On 7: Jalan Terus, 2005, Sony Music (Indonesia, Malasia, Singapur)
- 507, 2006, Sony BMG (Indonesia, Malasia)
- Sheila on 7 Karaoke Hits Vol. 1 (VCD), 2007, Sony BMG (Indonesia)
- Menentukan Arah, 2008, Sony BMG (Indonesia)

### Compilación
- MTV Ampuh: feat. Anugerah Terindah Yang Pernah Kumiliki
- Indo Hits 2: feat. Dan…
- No. 1 Hits: feat. Sephia
- Love Soundtrack: feat Sephia
- Electronic City: feat Sephia
- No. 1 Hits Vol. 2: feat. Seberapa Pantas
- Dasarese Hits: feat. Bapak-Bapak
- Tusuk Jelangkung: feat. Buat Aku Tersenyum
- Nescafe Musik Asik: feat. Tunggu Aku Di Jakarta
- A Mild Live Soundrenaline 2003: feat. Saat Aku Lanjut Usia
- Tribute To Ian Antono: Remake of Panggung Sandiwara
- Tasya feat Duta & Eross Jangan Takut Gelap
- Kita Untuk Mereka album for Tsunami Aid song Uluran Tangan
- Voices A World Cup 2006 official (Indonesian Version) feat. Pemenang